# Georges Chamchoum
Georges N. Chamchoum (né le 16 juillet 1946 au Niger) est un réalisateur, producteur de cinéma, scénariste libanais. Il a réalisé et produit plus de 35 films,.
Plusieurs fois récompensé aux Emmy Awards, il a été distingué par l'UNESCO pour l'ensemble de son œuvre et son investissement en faveur du cinéma libanais, à la fin des années 1990.

## Biographie
Georges Chamchoum est né le 16 juillet 1946 au Niger ( Afrique de l'Ouest ). De 1965 à 1968, il étudie au Conservatoire Libre du Cinéma Français à Paris. Georges Chamchoum a étudié la réalisation au Pays de Galles; il poursuit ses études de réalisation en Pologne. Il collabore avec Roman Polanski et Andrei Tarkovski.
Il réalise son premier film en 1968. Tous ses films sont à caractère social et politique.
Georges a réalisé et produit plus de 35 longs métrages et documentaires tournés en Europe, en Afrique, au Moyen-Orient et aux États-Unis. La plupart d'entre eux ont reçu des prix de l'Academy of Motion Picture Arts and Sciences (AMPAS), ainsi que de divers festivals internationaux de films (par exemple Cannes, Berlin, Le Caire, Moscou, etc.).
Tout au long des années 1980, Chamchoum a été membre du jury du Festival du Film Fantastique et de Science Fiction de Paris, le principal festival français de films fantastiques, de science-fiction et d'horreur. Il a été le directeur du Festival du film asiatique mondial (Asian World Film Festival (en), AWFF) qui se déroule à Culver City, Los Angeles. G. Chamchoum a été membre du conseil d'administration du Festival du film de l'Université Notre Dame (NDU, Université Notre Dame ), au Liban, directeur international du Festival international du film de Yakutsk en Yakoutie (République de Sakha) jusqu'en 2014, et membre du conseil exécutif du Festival international du film des femmes de Beyrouth (Liban) et du Festival du film coréen du Canada (KFFC). Il est également le cofondateur de Film Festivals Cinergy, une union de festivals de cinéma du monde entier.
Outre le cinéma, Georges Chamchoum a une passion pour la photographie, qui lui a valu plusieurs prix.

## Films sur le Liban
- 1969 : Vice-versa, court-métrage : ce documentaire évoque les effets de la drogue ; il a été tourné au Liban[5],[6].
- 1971 :Salam ... après la mort (Salam baad al-mawt), long-métrage ; l'action de ce film historique se déroule pendant la période de l'Empire ottoman au Liban ; il mêle thriller et comédie satirique[6]. Il raconte l'histoire de la disparition dans une forêt d'une belle jeune fille nommée Siham ; sa soeur jumelle, Salam, incite alors son compagnon, qui combat au sein de l'armée ottomane, à la rechercher[7].

- 1977 : Liban... pourquoi ?, (Libnan limaza) long-métrage[5] : ce documentaire porte sur la guerre du Liban.

## Filmographie
Documentaires
| Année | Titre original                        | Type de participation                                   |
| ----- | ------------------------------------- | ------------------------------------------------------- |
| 1969  | Inside Out (Vice-versa) court métrage | directeur                                               |
| 1978  | Liban...Pourquoi?                     | directeur                                               |
| 1992  | Flics universels                      | directeur                                               |
| 2012  | Voyage dans ma foi                    | directeur , producteur délégué , scénariste , cameraman |

Fiction (longs métrages)
| Année | Titre original                    | Type de participation |
| ----- | --------------------------------- | --------------------- |
| 1995  | Guerriers de l'Ombre              | réalisateur           |
| 1996  | Coeur de Tigre (Tiger Heart (en)) | directeur             |
| 1998  | Mousquetaires pour toujours       | directeur             |
| 2000  | Danny et Max                      | producteur            |
| 2001  | Chanson de septembre              | producteur            |
| 2008  | La chance du Chinois              | assistant spécial     |
| 2009  | Mal absolu                        | producteur délégué    |

Vidéo
| Année | Titre original             | Type de participation |
| ----- | -------------------------- | --------------------- |
| 2010  | D.C. Sniper (Tireur isolé) | producteur délégué    |